# Світлячок (фільм, 2023)
«Світлячок» — філіппінський фентезійний фільм 2023 року, написаний Анджелі Атієнца та режисер Зіг Дулей. Головні ролі в його театральному дебюті зіграли Алессандра де Россі та Ювенн Мікаелл. Фільм був одним з учасників кінофестивалю Metro Manila Film Festival 2023 року, де здобув перемогу в номінації «Найкращий фільм».

## Сюжет
Події розгортаються 1999 року. «Світлячок» постає у вигляді розповіді з точки зору дорослого Тонтона (Діндон Дантес), який згадує своє дитинство. Десятирічний Тонтон (Ювенн Мікаел) вирушає на пошуки «Острова Світлячків», містичного острова Тікао про який він дізнався від Елай, своєї матері (Алессандра Де Россі) під час казок перед сном.
Фільм починається з інтерв'ю письменника Альваро, якого журналіст звинувачує у плагіаті. У відповідь він починає розповідати історію, яку чув у дитинстві від матері. Маленький Тонтон, будучи слабшим за однокласників, мріє про хоробрість і знаходить натхнення у материнських казках про метелика та світлячка.
За легендою, метелик шукав друга, і єдиним, хто відгукнувся, став маленький світлячок. Разом вони подорожували островом, поки не зустріли лютого пса. Коли той напав, світлячок пожертвував своїм сяйвом, щоб урятувати метелика. Вони покинули острів, сподіваючись повернути світлячкове світло під сяйвом тисячі його побратимів.
Мати Тонтона розповідає, що острів справжній і розташований у Тікао, штат Біколь. Шлях до нього пролягає через фею в довгій сукні, чхаючого велетня та річку, що веде до рота Каменяра, де світлячки здійснюють бажання. Тонтон мріє знайти острів, щоб стати сміливим і протистояти кривдникам.
Одного дня хлопчик хоче загадати ще одне бажання—ніколи не розлучатися з матір'ю. Проте вона зізнається, що скоро піде, адже смертельно хвора. Після її смерті Тонтон, пам'ятаючи її розповіді, вирішує знайти острів, виконати її останнє бажання та розвіяти її прах у рідному краї.
Оскільки сам він поїхати не може, хлопчик обманом сідає в автобус і знайомиться з пасажирами: Біллі, Ерікою та Луї. Під час сварки їх висаджують посеред дороги, і вони вирішують продовжити подорож разом. Тонтон розповідає їм про острів і показує карту. Першою зупинкою стає гора Магайон, яка нагадує фею з легенди. Коли Біллі пропонує звернутися в поліцію, Тонтон у паніці тікає, а друзі кидаються за ним.
Луї рятує Тонтона від наїзду автобуса, але впускає довідку про звільнення з в'язниці, що викликає цікавість у групи. Він розповідає, що прагнув виїхати на заробітки до Саудівської Аравії, але потрапив у пастку шахраїв. Через незаконне вербування його посадили, а сім'я опинилася в скруті. Луї боїться, що рідні його не приймуть, але друзі підтримують його. Дружина Кармен і син Ромник зустрічають його зі сльозами, готують вечерю для нього та нових друзів.
Під час розмови вони шукають наступну підказку на карті — сплячого велетня. Ромник здогадується, що це вулкан Булусан, який знаходиться по дорозі до Сорсогона, куди прямує Еріка. Луї та Кармен везуть групу до Тікао, дорогою зупиняючись у Булусані, що змушує Кармен задуматися над правдивістю історії про світлячка. Коли вони зустрічають поліцію, Луї пропонує перечекати на пляжі. Там Біллі послизається, і Тонтон допомагає йому, але втрачає блокнот із малюнками й картою. Вдячний Біллі обіцяє доставити його на острів.
Прибувши до гавані після останнього порому, вони змушені чекати ранку. У цей момент злодій вихоплює сумку Тонтона, і прах матері розвіюється в повітрі. Друзі дізнаються, що він збрехав про свою мету, але він зізнається, що хотів виконати останнє бажання матері. Він благає їх не повертати його до Маніли.
Наступного дня друзі вирішують допомогти йому. Вони розшукують човняра, який погоджується їх перевезти за гроші. Еріка пропонує свої заощадження, але з'являється тітка Лінда, яка шукає Тонтона. Вони ховають його в сумці, щоб урятувати план.
На острові Стоунмен Тонтон розвіює прах матері. Побачивши печеру, він кидається туди, наче шукаючи щось. Друзі слідують за ним. Альваро пояснює журналісту, що лютий пес у його казці символізує батька — жорстокого чоловіка, від якого мати намагалася втекти. Одного разу він напав на неї, і малий Тонтон, захищаючи її, отримав шрам. Він не пам'ятає, як вони втекли до Маніли, але мати зробила все, щоб подарувати йому щасливе дитинство.
Знайшовши Тонтона в покинутому будинку, Луї приводить його до тітки Лінди. Вона розповідає, що його мати виросла на Тікао й любила цей острів. Разом вони востаннє проводжають її до гирла Каменяра. Тонтон не загадує бажання, а лише згадує матір.
Раптом тисячі світлячків осяюють ніч. Друзі зачаровано спостерігають за ними, а Еріка робить групове фото. Альваро завершує свою книгу словами про світлячка, який продовжує літати в пошуках світла. Журналіст переконується, що історія належить Альваро. Отримавши запрошення на нагородження, він виходить на сцену, відчуваючи, що тепер достатньо сміливий, щоб розповісти всім про свою матір.

## Акторський склад
- Алессандра Де Россі — Маріела «Елай» Альваро, добра та покійна мати Тонтона, яка познайомила його зі світлячками
- Ювенн Мікаелл — Ентоні «Тонтон» Альваро, дитина, яка дізнається про містичний острів світлячків
  - Діндон Дантес як дорослий Тонтон.[13] Роль виставляється як особлива участь.[14]
- Яйо Агіла — Кармен, добра жінка, яка приєднується до молодого Тонтона в його подорожі.[15]
  - Ракель Вільявісенсіо — стара Кармен
- Еппі Квізон — Луї, чоловік Кармен, який також приєднується до Тонтона в його подорожі.[15]
  - Хайме Фабрегас — старий Луї
- Черрі Пі Пікаче — Лінда Альваро, тітка Тонтона, яка захищає його.[13]
  - Луй Манансала — стара Лінда
- Мігель Танфелікс — Біллі, який також приєднався до Тонтона в його подорожі
  - Гері Естрада — дорослий Біллі
- Ісабель Ортега — Еріка, яка також приєдналася до Тонтона в його подорожі
  - Бернадет Еллісон-Естрада — доросла Еріка
- Кокой де Сантос — Ромнік, син Кармен і Луї
- Макс Коллінз — Еббі, репортерка, яка розповідає про «Світлячка», яка бере інтерв'ю у Тонтона на Національній дитячій книжковій премії
- Хуанчо Трівіно — батько Тонтона
- Ель Вільянуева — Магайон, фея Елай, описана на карті
- Марко Маса — син Біллі та Еріки

## Виробництво
«Світлячок» — це фільм GMA Network, створений GMA Pictures і GMA Public Affairs. Режисером виступив Зіг Дулей, а оператором — Ніл Даза. Письменником був Анджелі Атьєнца. «Світлячок» — перший художній фільм компанії GMA Public Affairs, яка більш відома виробництвом документальних фільмів. Спочатку на головні ролі були обрані Глайза де Кастро та дитина-зірка Рафаель Ландічо. Згодом ці ролі виконали Россі та Мікаел.
Основні зйомки були завершені до серпня 2023 року, а місцями зйомок стали метро Маніла та Бікол.

## Поширення
Прем'єра фільму «Світлячок» у кінотеатрах Філіппін відбулася 25 грудня 2023 року як однієї з офіційних конкурсних робіт кінофестивалю Metro Manila Film Festival 2023.
Viva Films розповсюджувала Firefly в Об'єднаних Арабських Еміратах (Центр Аль-Гурайр, Дубай, Абу-Дабі, Аджман і Аль-Айн) з 17 січня.
Фільм був учасником Міжнародного кінофестивалю Metro Manila у шести китайських кінотеатрах TCL і Комплексу Гільдії режисерів Америки в Лос-Анджелесі, який проходив з 30 січня по 2 лютого.
На Манільському міжнародному кінофестивалі 3 лютого 2024 року в Голлівуді, штат Каліфорнія, «Світлячок» здобув чотири нагороди: Найкращий фільм, найкраща жіноча роль другого плану для Алессандри де Россі, найкращий сценарій для Анджелі Атьєнца та найкраща режисура для Дулая. Команда «Світлячка» отримала можливість створити повнометражний художній фільм у США у ко-продукції з компанією Birns & Sawyer, а також отримати в оренду обладнання для зйомок на суму до 100 000 доларів. Режисер Дулай та сценарист отримають останню версію програмного забезпечення Final Draft вартістю 250 доларів.
Прем'єра фільму відбулася на Пекінському міжнародному кінофестивалі з 18 по 26 квітня 2024 року.
У квітні 2024 року GMA Public Affairs оголосила про запуск збірки оповідань, заснованої на фільмі. Сценарист Огі Рівера намалював ілюстрації до книжки аквареллю та гуашшю, а художник Олді Агірре — аквареллю та гуашшю.

## Нагороди
| Нагорода                                            | Дата церемонії      | Категорія                               | Нагороджений(і)     | Результат | Примітка |
| --------------------------------------------------- | ------------------- | --------------------------------------- | ------------------- | --------- | -------- |
| Кінофестиваль Metro Manila 2023                     | 27 грудня 2023 року | Кращий фільм                            | Світлячок           | Перемога  | [ 23 ]   |
| Кінофестиваль Metro Manila 2023                     | 27 грудня 2023 року | Кращий режисер                          | Зіг Дулай           | Номінація | [ 23 ]   |
| Кінофестиваль Metro Manila 2023                     | 27 грудня 2023 року | Кращий актор другого плану              | Дінгдонг Дантес     | Номінація | [ 23 ]   |
| Кінофестиваль Metro Manila 2023                     | 27 грудня 2023 року | Кращий актор другого плану              | Еппі Квізон         | Номінація | [ 23 ]   |
| Кінофестиваль Metro Manila 2023                     | 27 грудня 2023 року | Краща актриса другого плану             | Алессандра де Россі | Номінація | [ 23 ]   |
| Кінофестиваль Metro Manila 2023                     | 27 грудня 2023 року | Кращий сценарій                         | Анджелі Атьєнца     | Перемога  | [ 23 ]   |
| Кінофестиваль Metro Manila 2023                     | 27 грудня 2023 року | Краща операторська робота               | Ніл Даза            | Номінація | [ 23 ]   |
| Кінофестиваль Metro Manila 2023                     | 27 грудня 2023 року | Кращий постановочний дизайн             | Кеннет Вільянуева   | Номінація | [ 23 ]   |
| Кінофестиваль Metro Manila 2023                     | 27 грудня 2023 року | Кращий дитячий виконавець               | Ювенн Мікаелл       | Перемога  | [ 23 ]   |
| Кінофестиваль Metro Manila 2023                     | 27 грудня 2023 року | Нагорода за гендерну чутливість         | Світлячок           | Номінація | [ 23 ]   |
| Platinum Stallion National Media Awards             | Лютий 2024 року     | Директор року                           | Зіг Дулай           | Перемога  |          |
| Platinum Stallion National Media Awards             | Лютий 2024 року     | Дитяча зірка року                       | Ювенн Мікаелл       | Перемога  |          |
| 2024 Манільський міжнародний кінофестиваль          | 2 лютого 2024 року  | Кращий фільм                            | Світлячок           | Перемога  | [ 24 ]   |
| 2024 Манільський міжнародний кінофестиваль          | 2 лютого 2024 року  | Кращий режисер                          | Зіг Дулай           | Перемога  | [ 24 ]   |
| 2024 Манільський міжнародний кінофестиваль          | 2 лютого 2024 року  | Краща актриса другого плану             | Алессандра де Россі | Перемога  | [ 24 ]   |
| 2024 Манільський міжнародний кінофестиваль          | 2 лютого 2024 року  | Кращий сценарій                         | Анджелі Атьєнца     | Перемога  | [ 24 ]   |
| Box Office Entertainment Awards                     | 12 травня 2024 року | Актриса року другого плану              | Алессандра де Россі | Перемога  |          |
| Box Office Entertainment Awards                     | 12 травня 2024 року | Найпопулярніший дитячий виконавець року | Ювенн Мікаелл       | Перемога  |          |
| 40-а церемонія вручення кінопремій PMPC Star Awards | 21 липня 2024 року  | Нова кіноактриса року                   | Ісабель Ортега      | Перемога  |          |
| 40-а церемонія вручення кінопремій PMPC Star Awards | 21 липня 2024 року  | Новий кінематографіст року              | Ніл Даза            | Перемога  |          |
| 40-а церемонія вручення кінопремій PMPC Star Awards | 21 липня 2024 року  | Дитина-виконавець року в кіно           | Ювенн Мікаелл       | Перемога  |          |